# Theodor Björnlund
Theodor Björnlund, född 24 april 1683 i Linköping, Östergötlands län, död 10 augusti 1759 i Rystads församling, Östergötlands län, var en svensk kyrkoherde i Rystads församling. 

## Biografi
Theodor Björnlund föddes 24 april 1683 i Linköping. Han var son till borgaren Nils Svensson och Maria Tyresdotter. Björnlund studerade i Linköping och blev 1705 student vid Lunds universitet. Han blev 1714 kollega i Linköpings trivialskola och prästvigdes 22 augusti 1729. Björnlund blev 1732 kyrkoherde i Rystads församling. Han avled 10 augusti 1759 i Rystads socken.
Ett porträtt hänger i Rystads kyrkas sakristia över Björnlund och Iser.

### Familj
Björnlund gifte sig 30 december 1722 med Margareta Gabrielsdotter Iser. Hon var dotter till en inspektor i Kvillinge socken. Margareta Gabrielsdotter Iser hade tidigare varit gift med fänriken Elias Lundberg. Björnlund och Iser fick tillsammans barnen studenten Nils Björnlund (1723–1745), Maria Elisabeth Björnlund som var gift med prästen E. Bröttling och kyrkoherden Samuel Schenberg i Nykils församling, apotekaren Bengt Björnlund (1727–1815) i Björneborg, Margareta Beata Björnlund (född 1729), Apollonia Catharina Björnlund som var gift med hospitalspredikanten M. Sundelin och en skeppare i Norrköping, läkaren Peter Björn de Lunde (1731–1811), Sophia Björnlund som var gift med kyrkoherden Samuel Wistenius i Tjällmo församling, Johannes Björnlund (1734–1735) och intendenten Erik Theodor Björnlund (1736–1791) vid Söderköpings brunn.